# 关馨
关馨（1987年1月24日—），吉林人，中国女子篮球運動員，亦為中国国家女子篮球队成員。其父親為前中国国家篮球队代表，現任广东宏远领队关德友。

## 簡歷
1994年，7岁的关馨便随父母从吉林南下广东。
1997年，父亲將年仅11岁、但身高已超过了1.80米的关馨送到体校，接受系统的篮球训练；随后征战WCBA加盟广东女篮俱乐部，未幾還进入国青，並獲提升至进入国家女篮二队和一队。
適逢中国女篮阵中的主力中锋一直有伤，教練為培养新人，給予关馨不少上场时间。关馨在隊中不但能勝任5号位强力中锋，还能打4号位的二中锋；而且得分手段多，关键时刻不手软，表現迅即得到主教练孙凤武认可，逐渐让她成为中国女篮内线的主力。
2010年11月，关馨代表中國出戰廣州亞運會，參加籃球比賽，最終奪得金牌。其中，关馨出战了5场比赛，每场平均取得10分、5.8个篮板及1.8次助攻，對球隊取勝起着非常重要的作用。